# Dž
Dž (klein geschrieben dž, IPA-Aussprache [ʤ]) ist ein Digraph aus den zwei Buchstaben D und Ž. Er wird im kroatischen Alphabet sowie in den serbischen, bosnischen und montenegrinischen Lateinalphabeten wie ein separater Buchstabe behandelt und an siebter Stelle, zwischen D und Đ eingeordnet. Im kyrillischen Alphabet wird das Phonem durch einen Buchstaben Џ dargestellt. Ausgesprochen wird der Digraph in etwa wie das „J“ in „Jeans“ oder „Jackson“.
Im Unicode gibt es aus Kompatibilitätsgründen im Unicodeblock Lateinisch, erweitert-B hierfür eigene Codepoints, was für Digraphen eine seltene Ausnahme darstellt. Diese werden in Digitalmedien aber selten verwendet. Empfohlen wird die Codierung durch die zwei Buchstaben D und Ž.
| Darstellung durch separate Zeichen (empfohlen) | Darstellung durch separate Zeichen (empfohlen) | Darstellung durch ein Zeichen | Darstellung durch ein Zeichen | Darstellung durch ein Zeichen                         |
| 2 Zeichen                                      | Codepoint                                      | 1 Zeichen                     | Codepoint                     | benannt                                               |
| ---------------------------------------------- | ---------------------------------------------- | ----------------------------- | ----------------------------- | ----------------------------------------------------- |
| DŽ                                             | U+0044 U+017D                                  | Ǆ                             | U+01C4                        | latin capital letter dz with caron                    |
| Dž                                             | U+0044 U+017E                                  | ǅ                             | U+01C5                        | latin capital letter d with small letter z with caron |
| dž                                             | U+0064 U+017E                                  | ǆ                             | U+01C6                        | latin small letter dz with caron                      |